# III. János lengyel király
Jan Sobieski (litvánul: Jonas Sobieskis; Oleszko, Lengyelország, 1629. augusztus 17. – Varsó, Lengyelország, 1696. június 17.), Lengyelország királya és Litvánia nagyfejedeleme III. János néven 1674-től 1696-ban bekövetkezett haláláig.
A lengyel nemesi Sobieski család tagjaként született, tanulmányait a Jagelló Egyetemen végezte, majd fiatalon bejárta Európát. Katonaként folyamatosan lépett feljebb a ranglétrán: előbb a korona nagy zászlóvivője lett 1656-tól, majd a korona nagymarsallja 1665-től, végül a korona nagyhetmanja 1668-tól. Harcolt a Hmelnickij-felkelésben a tatárok ellen, a lengyel–orosz háborúban és az északi háborúban a svédek ellen. Legjelentősebb katonai sikereit és tehetségét az Oszmán Birodalommal szemben vívott háborúban mutatta meg, amellyel a Lengyel–Litván Nemzetközösség vezető személyiségévé nőtte ki magát. 1674-ben, Mihály király (Michał Korybut Wiśniowiecki) hirtelen és váratlan halálával a Nemzetközösség uralkodójává választották.
Huszonkét éves uralkodása a stabilizálódás időszakát jelentette a korábbi konfliktusokkal és háborúkkal sújtotta államban. A népesség körében népszerű Sobieskit már életében kiemelkedő katonai vezetőnek tartották: leghíresebb győzelmét a kahlenbergi csatában a törökök felett aratta, 1683-ban. A legyőzött oszmánok Sobieskit „Lengyelország oroszlánja” néven emlegették, míg a pápa a nyugati kereszténység és a hit védelmezőjének kiáltottá ki. Regnálása alatt azonban nem tudta megreformálni az elavult államszerkezetet, és nem sikerült biztosítania fia, Oława hercegének utódlását sem. Az élete vége felé rossz egészségügyi állapotban lévő király végül 1696-ban, hatvanhat éves korában hunyt el. Utódjának a szász Frigyes Ágostot választották. Sobieski halálával ért véget a Nemzetközösség virágzása, és vette kezdetét a hanyatlás kora.

## Ősei
Sobieski János az ismert Sobieski családból származott Sobieszyn faluból. Apja, Sobieski Jakab élete végén krakkói kastellán (várnagy) volt, anyja, Zofia Teofila Daniłowicz révén rokonságban volt a hatalmas Żółkiewski nemzetséggel. Ükapja, Stanisław Żółkiewski a törökök, tatárok és havasalföldiek ellen vívott cecorai csatában vesztette életét.

## Ifjúsága
Gondos nevelésben részesült, középiskoláját a krakkói Nowogrodski kollégiumban végezte, majd a Jagelló Egyetemen filozófiát tanult. Tanulmányai után bátyjával, 
Marekkel két évet külföldön töltött, végiglátogatva Nyugat-Európát. Megtanult latinul, franciául, németül és olaszul.
A testvérek 1648-ban tértek vissza, Bohdan Hmelnickij felkelése alatt. Mindketten beléptek a hadseregbe, és zászlósként a zászlóaljuk élén átestek a tűzkeresztségen a zborówi csatában. János később részt vett egy Törökországba küldött követségben. Isztambulban megismerkedett az Oszmán Birodalom szervezetével, és megtanulta a tatár nyelvet. Visszatérése után ezredesként részt vett a beresztecskói csatában, 1651-ben, és az orosz háborúban harcolt az ohmatovi csatában, 1655-ben.

## Hadvezérként
A „svéd özönvíz” elején sok más katonai egységgel Ujściénél X. Károly Gusztáv svéd király védelmébe ajánlkozott, akinek később csaknem egy évig szolgált. 1656 áprilisában azonban már II. János Kázmér lengyel király mellett harcolt, és kitüntette magát a háromnapos varsói csatában a tatár lovasság kétezer fős egységének sikeres vezénylésében, s olyan bravúros manővereket hajtott végre, hogy a svédeket vezető X. Károly király élete is veszélybe került, amikor maga is kénytelen volt emiatt a tatárokkal közelharcba bocsátkozni. A király ekkor léptette elő a korona nagy zászlóvivőjének. A franciabarát párt tagjaként Lubomirski árulása idején Sobieski II. János Kázmér mellé állt.
1667-ben Sobieski a podhajcei csatában megverte a kozákokat és tatárokat, 1673-ban pedig nagyhetmanként fényes győzelmet aratott a törökök felett a chocimi csatában. Amikor 1673 novemberében meghalt Wiśniowiecki Mihály, a királyválasztó szejm – csak a litván küldöttek ellenszavazata mellett  – egyhangúlag utódjául választotta 1674. május 19-én III. Sobieski Jánost. A választásban jelentős szerepet játszott Maria Kazimiera d’Arquien, Marysieńka, Sobieski felesége.

## Uralkodóként

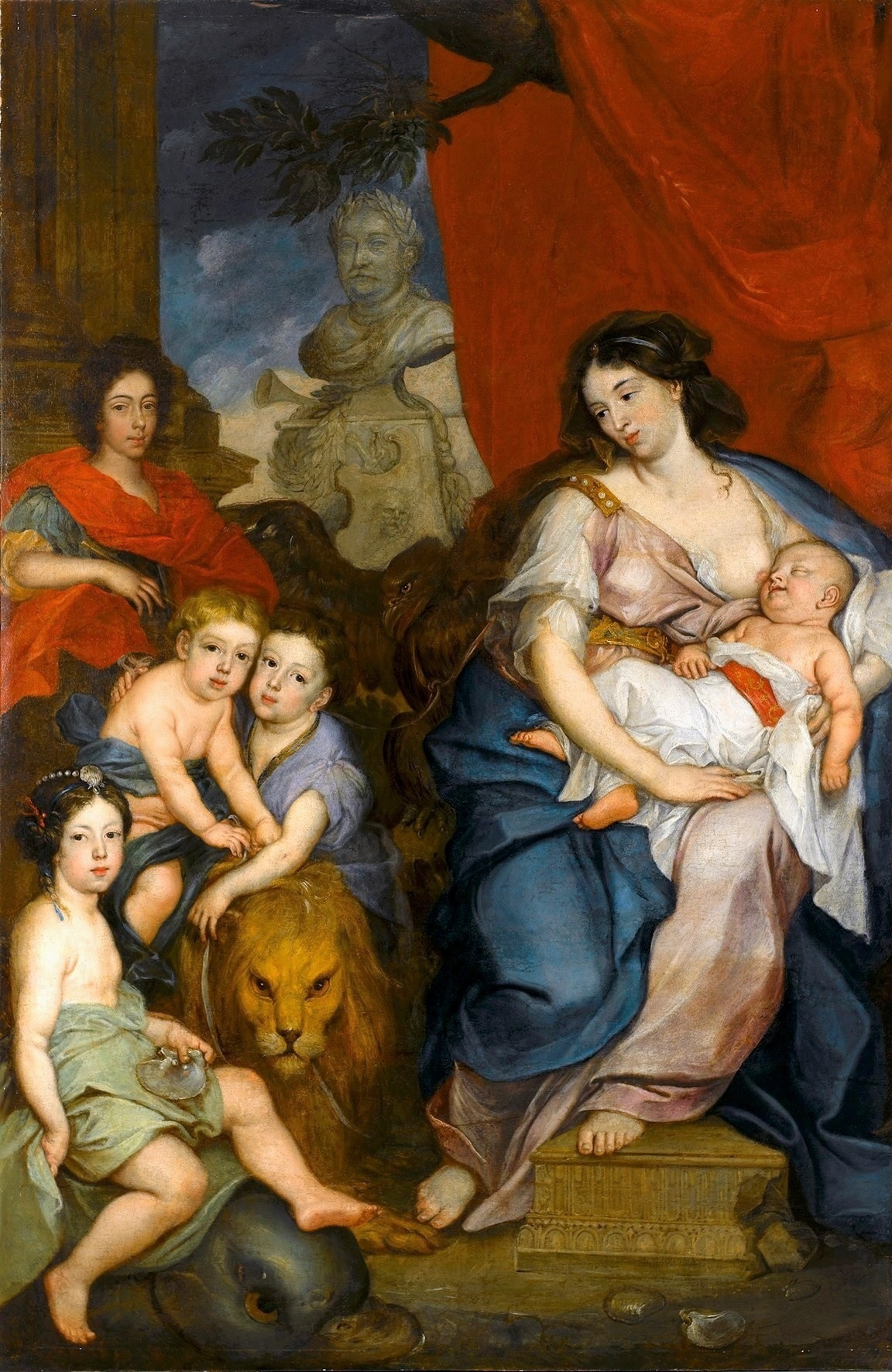
Marysieńka királyné gyermekeivel Jerzy Siemiginowski-Eleuter festményén

A Lengyel–Litván Unió (más néven Nemzetközösség) legsürgősebb feladatának Sobieski János király a törökkel való békekötést, a stratégiai fontosságú Kamieniec Podolski visszaszerzését és az ország déli határainál folyó állandó háborúk folyamának megszakítását tartotta. Ebből a célból 1674 őszén a Lengyel–Litván Unió felújította a háborús cselekményeket a török fronton. Elfoglalták Bart és Raszkówot, és blokád alá vették Kamieniec Podolskit. Többre Sobieskinek nem tellett, mivel a litván nagyhetman, Michał Kazimierz Pac hadseregével visszatért Litvániába. Ez nyilvánvaló árulás volt, mivel Pac megegyezésre jutott Brandenburggal, akiktől Sobieski vissza akarta szerezni a Porosz Hercegséget a törökökkel való békekötés után. Ezek a törekvések azonban kudarcot vallottak, főként azért, mert Brandenburg szövetséget kötött Franciaországgal.
1675-ben a tatárok új erőkkel ismét átlépték a Dnyesztert, de nem tudták bevenni Żurawnót. A fegyverszünet után Kamieniec Podolski az Oszmán Birodalom kezén maradt, de visszatért Biała Cerkiew (ma: Bila Cerkva, Ukrajna). A következő 7 évben Lengyelország nem viselt háborút. Az országban Brandenburg és Ausztria pénzelte ellenállás bontakozott ki a király ellen. Kis-Lengyelországban még a király eltávolítását célzó összeesküvésre is sor került. A trónt Lotaringiai Károly hercegnek akarták felajánlani, aki Wiśniowiecki Mihály özvegyét vette feleségül.
Óriási hadi tapasztalatira alapozva Sobieski megreformálta a Lengyel–Litván Unió hadseregét, megváltoztatva a szervezését és felszerelését. A gyalogsági egységeknél végleg eltűnt a pika, viszont minden muskétás alabárdot kapott. Megnőtt a jelentősége a tüzérségnek és a dragonyosoknak, a támadásban a nehézfegyverzetű huszároké maradt a fő áttörő erő. 

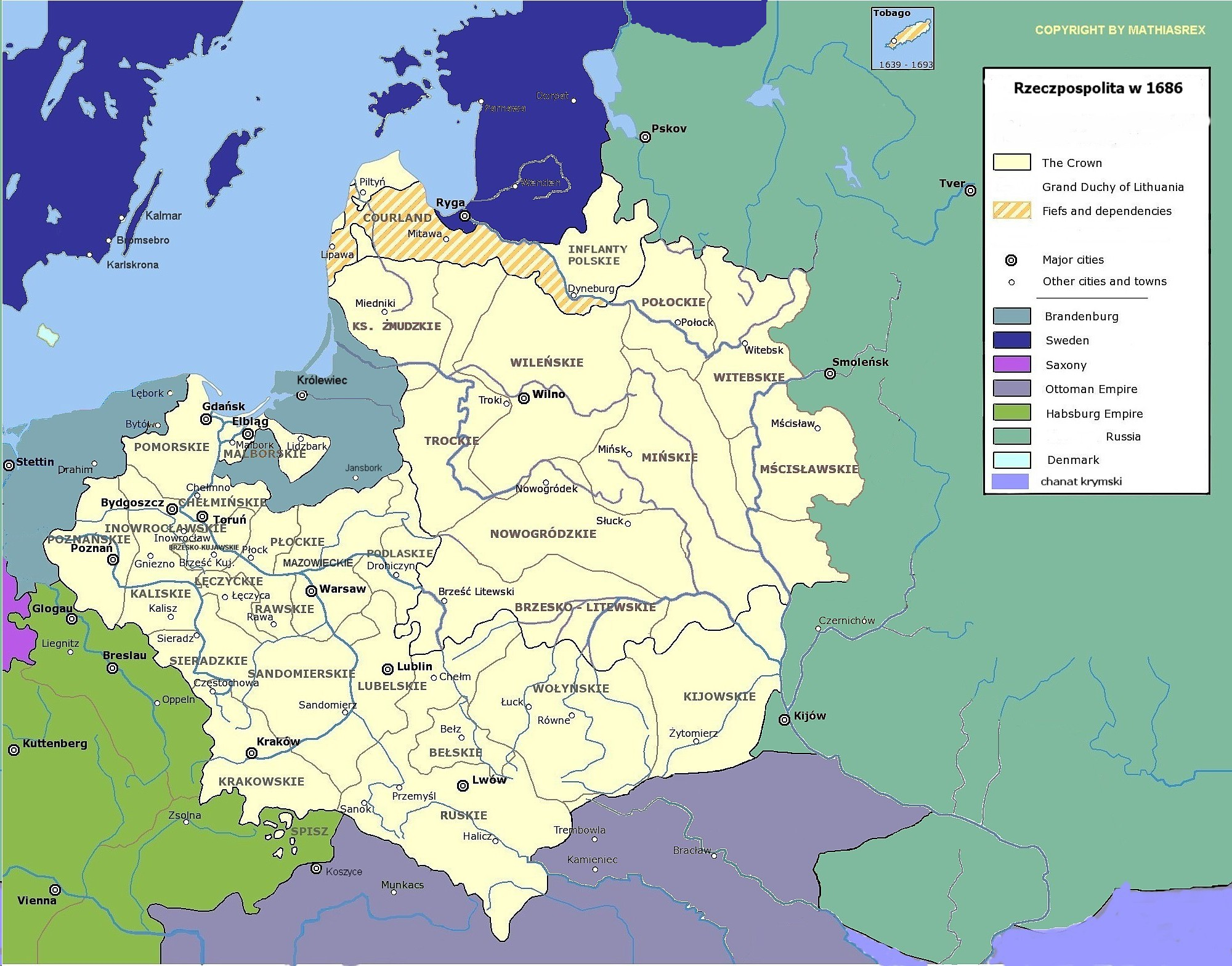
A Lengyel–Litván Unió 1686-ban

1683 márciusában a Nemzetközösség elfordult Franciaországtól, és szövetséget kötött I. Lipót császárral a törökök ellen, akik Franciaország szövetségesei voltak. A törökök akkor nagy hadjáratra készülődtek és Sobieski attól félt, hogy Podólia területéről kiindulva csapást mérnek a Nemzetközösségre, Lwówra és Krakkóra. Megerősítette hát ezeket a városokat és összehívta a hadsereget. Az Oszmán Birodalom azonban Ausztriát támadta meg, és három hónapon át tartó felvonulás után Kara Musztafa nagyvezír megostromolta Bécset. Sobieski nem várta meg a litván erősítést, a lengyel hadsereggel az ostromlott osztrák főváros alá vonult. 1683. szeptember 12-én vezénylete alatt lezajlott a kahlenbergi csata, amelyben a törököket visszavetették. Ezután Sobieski a Magyarországon keresztül visszavonuló török csapatokat követve október elején Párkánynál erősítés nélkül megtámadta az összevont török haderőt, de kis híján fogságba esett. Másnap, Lotaringiai Károly támogatásával a keresztény koalíció jelentős győzelmet aratott a párkányi hajóhídnál, ahol nagy létszámú törököt mészároltak le. Ezután ostromzár alá vették Esztergomot, melyet a török parancsnok rövid tárgyalás után feladott. Decemberben Sobieski egész seregével visszatért Krakkóba.
1684-ben a Lengyel–Litván Unió csatlakozott a Szent Ligához, melyet a Habsburg Birodalom, Velence, és a pápai állam kötött a törökök ellen. A háború az Oszmán Birodalom ellen így tovább folytatódott, és a következő években a lengyelek több vállalkozást indítottak Podóliába, Moldovába és Havasalföldre, de tényleges sikert nem tudtak elérni. Mivel Sobieski az Oszmán Birodalommal vívott háborúra fordította figyelmét, nem tudta már megújítani az államigazgatást, visszafoglalni a Balti-tenger környéki földeket, sem pedig biztosítani a trónt legidősebb fia, Jakab herceg számára. Egyedül abból a célból, hogy segítséget kapjon Oroszországtól a török háborúban, Krzysztof Grzymułtowski Moszkvában békét kötött, amely a szövetség feltételeit rögzítette a következő 20 évre.
Időközben az arisztokrácia udvaraiban mindenféle intrikák és torzsalkodások kaptak lábra a hatalom és vagyon körül. A szejmeket a liberum veto megszakította, a lengyel hadsereget a hetmanok és főurak magáncélra használták, nőtt az anarchia és a bűnözés a királyságban. Mindez az állam fokozatos széteséséhez és a király tekintélyének hanyatlásához vezetett, melyet tovább mélyített az 1691-es Moldova ellen indított katonai akció kudarca.
Sobieski uralkodása idején számos épület épült, többek között a wilanówi palota, a Krasiński palota, Varsóban, a Lubomirski vár Wisniczben, a minoriták temploma Krakkóban. A király gyakran tartózkodott Lwówban, saját háza volt a piactéren, a lwówiak különösen szeretett királya volt.

## Halála és utódlása
III. Sobieski János hosszan tartó betegség után szívrohamban halt meg 1696. június 17-én Wilanówban (ma Varsó egyik kerülete). Felesége, Maria Kazimiera 1716-ban hunyt el a franciaországi Blois kastélyában. Mindketten Krakkóban, a waweli székesegyházban nyugszanak. A király szívét a varsói kapucinus templom királyi kápolnájában őrzik. Sobieski János halála után a megüresedett a lengyel trón, melyre többen is pályáztak, köztük a francia François-Louis de Bourbon-Conti herceg (1664–1709) is, XIV Lajos jelöltje. 1697-ben a trónt Frigyes Ágost szász választófejedelem szerezte meg, aki II. („Erős”) Ágost néven uralkodott.

## Értékelése
III. János nevéhez egyrészt fényes katonai sikerek fűződnek, ugyanakkor nem sikerült megállítania Lengyelország rohamos hanyatlását, nem tudta megreformálni a szétkorhadt, elavult államszervezetet, aminek következtében az ország másodvonalbeli hatalommá süllyedt, és már az 1700-ban kitört nagy északi háborúban szomszédainak játékszerévé lett.

## Lengyelek csatái Sobieski parancsnoksága alatt
| - Podhajce (1667) - Bracław (1671) - Mohylów (1671) - Kalnik (1671) - Krasnobród (1672) - Niemirów (1672) - Komárom (1672) - Kałusz (1672) - Chocim (1673) - Bar (1674) | - Lwów (1675) - Trembowla (1675) - Wojniłów (1675) - Żurawno (1676) - Kahlenberg, Bécs (1683) - Párkány (1683) - Jazłowiec (1684) - Żwaniec (1684) - Jászvásár (1686) - Szucsáva (1691) |

## Emlékezete

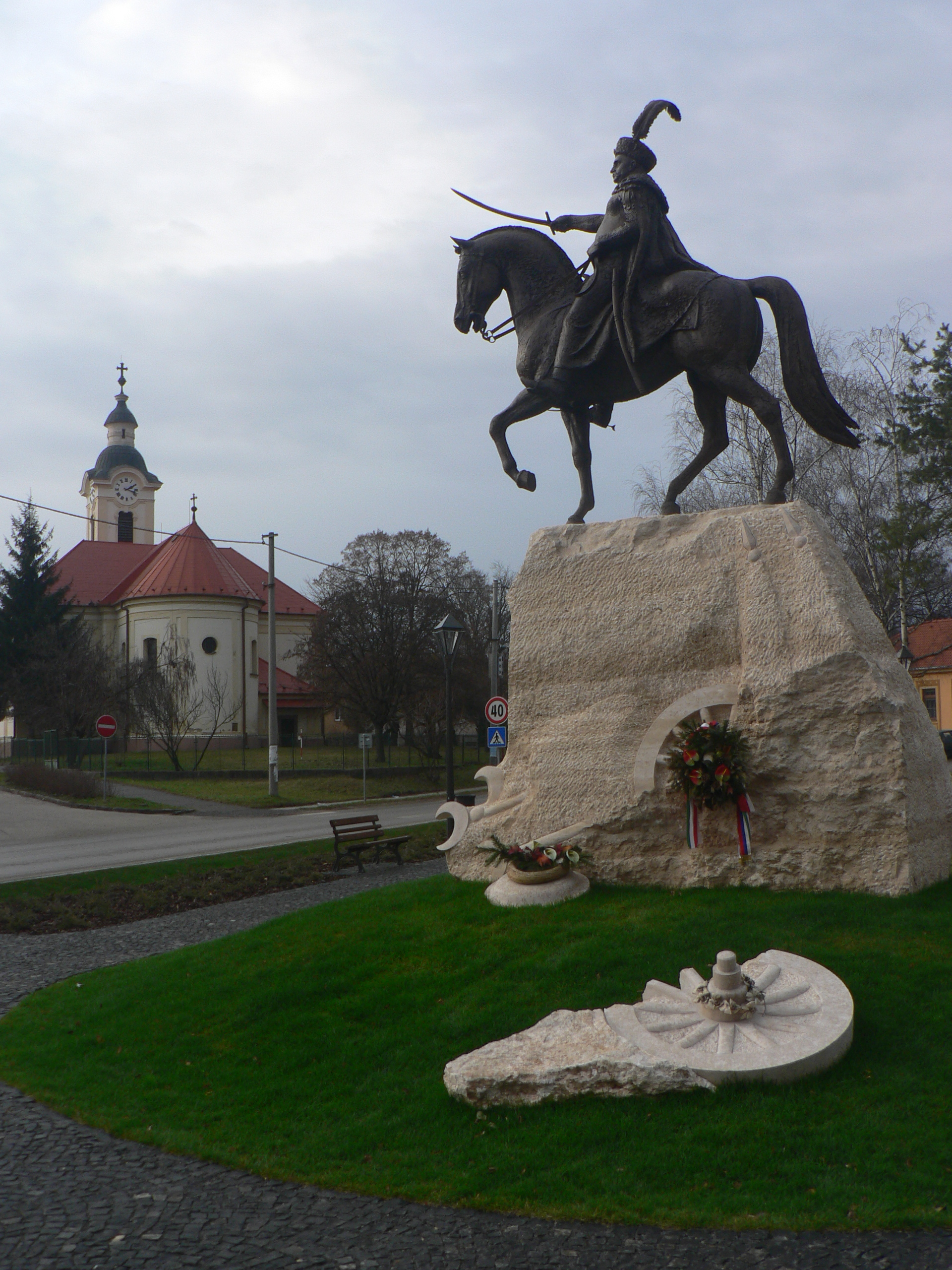
Sobieski János lengyel király szobra a párkányi csata 325. évfordulóján (Alkotók: Győrfi Lajos, Varga Imre, Bácsi Lajos)
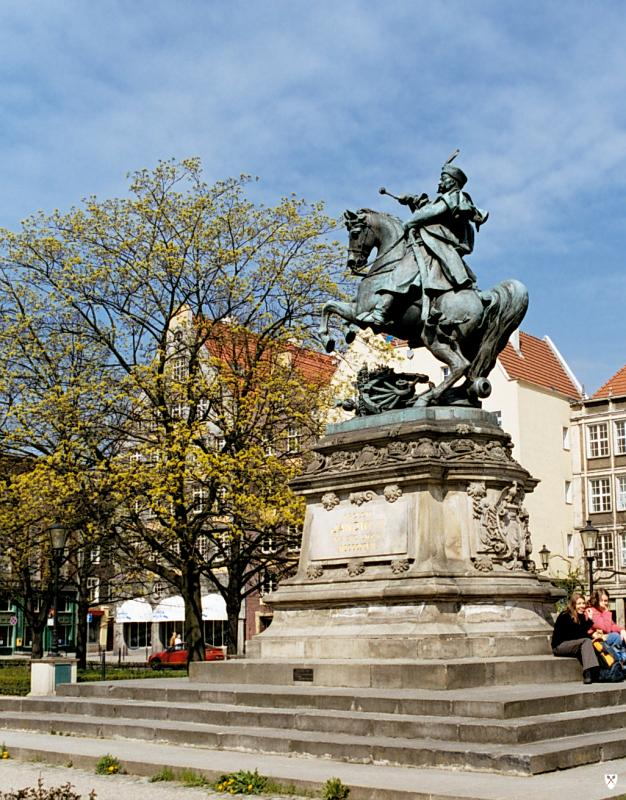
Sobieski emlékműve (eredetileg Lvovban állt, majd Gdańskba vitték át)

- Lengyelországban számos helyen (Krakkó, Varsó) és formában[1]
- Sobieski-emlékmű, Esztergom[2]
- Sobieski-emlékpark, Párkány

Budapest IX. kerületében utca van elnevezve róla.

## Családfája
| Marek Sobieski sz. 1549/50 † 1605 | Marek Sobieski sz. 1549/50 † 1605 |                                         |                                         | Jadwiga Snopkowska sz. 1556/59 † 1588/89 | Jadwiga Snopkowska sz. 1556/59 † 1588/89 |  |  | Jan Daniłowicz sz. 1570 † 1628 | Jan Daniłowicz sz. 1570 † 1628 |                                          |                                          | Zofia Żółkiewska sz. kb. 1590 † 1634 | Zofia Żółkiewska sz. kb. 1590 † 1634 |
|                                   |                                   |                                         |                                         |                                          |                                          |  |  |                                |                                |                                          |                                          |                                      |                                      |
|                                   |                                   |                                         |                                         |                                          |                                          |  |  |                                |                                |                                          |                                          |                                      |                                      |
|                                   |                                   | Jakub Sobieski sz. 1580 † 1646. VI. 12. | Jakub Sobieski sz. 1580 † 1646. VI. 12. |                                          |                                          |  |  |                                |                                | Zofia Teofila Daniłowicz sz. 1607 † 1661 | Zofia Teofila Daniłowicz sz. 1607 † 1661 |                                      |                                      |
|                                   |                                   |                                         |                                         |                                          |                                          |  |  |                                |                                |                                          |                                          |                                      |                                      |
|                                   |                                   |                                         |                                         |                                          |                                          |  |  |                                |                                |                                          |                                          |                                      |                                      |
|                                   |                                   |                                         |                                         |                                          |                                          |  |  |                                |                                |                                          |                                          |                                      |                                      |

|                                                          |                                                          | Maria Kazimiera d’Arquien sz. 1641. VI. 28. † 1716. I. 17. OO 1665. VII. 5. (titkos eljegyzés 1665. V. 14.) | Maria Kazimiera d’Arquien sz. 1641. VI. 28. † 1716. I. 17. OO 1665. VII. 5. (titkos eljegyzés 1665. V. 14.) | III Sobieski János sz. 1629. VIII. 17. † 1696. VI. 17.               | III Sobieski János sz. 1629. VIII. 17. † 1696. VI. 17.               |                                                              |                                                              |                                             |                                             |
|                                                          |                                                          | | |                                                                      |                                                                      |                                                              |                                                              |                                             |                                             |
|                                                          |                                                          | | |                                                                      |                                                                      |                                                              |                                                              |                                             |                                             |
| Jakub Ludwik Sobieski sz†. 1667. XI. 2. † 1737. XII. 19. | Jakub Ludwik Sobieski sz†. 1667. XI. 2. † 1737. XII. 19. | NN sz. 1669. V. 9. † 1669. V. 9.                                                                            | NN sz. 1669. V. 9. † 1669. V. 9.                                                                            | NN sz. 1669. V. 9. † 1669. V. 9.                                     | NN sz. 1669. V. 9. † 1669. V. 9.                                     | Teresa Teofila Sobieska sz. 1670. V. † 1670. V.              | Teresa Teofila Sobieska sz. 1670. V. † 1670. V.              | Barbelune Sobieska sz. 1672. X. 15. † 1677. | Barbelune Sobieska sz. 1672. X. 15. † 1677. |
|                                                          |                                                          | | |                                                                      |                                                                      |                                                              |                                                              |                                             |                                             |
| La Mannone Sobieska sz. 1674. † 1675.                    | La Mannone Sobieska sz. 1674. † 1675.                    | Teresa Kunegunda Sobieska sz. 1676. III. 4. † 1730. III. 10.                                                | Teresa Kunegunda Sobieska sz. 1676. III. 4. † 1730. III. 10.                                                | Aleksander Benedykt Sobieski sz. 1677. IX. 6./9. † 1714. XI. 16./19. | Aleksander Benedykt Sobieski sz. 1677. IX. 6./9. † 1714. XI. 16./19. | Konstanty Władysław Sobieski sz. 1680. V. 1. † 1726. II. 28. | Konstanty Władysław Sobieski sz. 1680. V. 1. † 1726. II. 28. | NN                                          | NN                                          |